# Affaire classée (film, 1932)
Pour les articles homonymes, voir Affaire classée.
Pour plus de détails, voir Fiche technique et Distribution.
Affaire classée est un  film français de court métrage réalisé par Charles Vanel en 1932.

## Synopsis
Deux forains ont commis un crime il y a plusieurs années. L'un est rongé par le remords. L'autre attend l'expiration, proche, du délai de prescription, vis-à-vis de la justice.

## Fiche technique
- Réalisation : Charles Vanel
- Assistant-réalisateur : Charles Barrois
- Scénario et dialogues: Charles Spaak, d'après la nouvelle Au coin joli de Frédéric Boutet
- Décors : Guy de Gastyne
- Photographie : Jules Kruger
- Son : Louis Bogé[1]
- Musique composée et dirigée par : Roland-Manuel
- Cadreur : René Ribault[2]
- Production : Fernand Natan
- Société de production : Pathé-Natan
- Pays d'origine :  France
- Format : Noir et blanc  - Son mono
- Genre : court métrage dramatique
- Durée : 24 minutes
- Année de sortie : France - 1932

## Distribution
- Charles Vanel : le forain, qui tient avec son ami une baraque de tir
- Pierre Larquey : le deuxième forain, son ami et complice
- Gabriel Gabrio : le patron du café, dont le père fut tué pas les deux forains
- Andrée Champeaux : Lisette, la caissière du café
- Paul Azaïs : un client du stand de tir
- André Deed : Marcel

## Charles Vanel, réalisateur
Affaire classée est la seconde (et dernière) incursion de Charles Vanel dans la mise en scène, après Dans la nuit qu'il avait réalisé en 1929.